# Vadu Pașii
Vadu Paşii é uma comuna romena localizada no distrito de Buzău, na região de Muntênia. A comuna possui uma área de 83.20 km² e sua população era de 9472 habitantes segundo o censo de 2007.